# Vpervje zamužem
Vpervje zamužem (Впервые замужем) è un film del 1979 diretto da Iosif Efimovič Chejfic.

## Trama
A 20 anni, Tosja ha dato alla luce una figlia - sola, senza marito. A 30 anni, la felicità personale è diventata un sogno irraggiungibile. Si è dedicata interamente alla sua amata figlia. Avrebbe saputo che sarebbe arrivato il momento in cui sarebbe stata appesantita da lei e le sarebbe davvero sopravvissuta da casa. Ma a 40 anni la vita sembrava aver fatto un cerchio ed essere tornata al punto di partenza. Non c'è niente da perdere, il che significa che puoi correre il rischio, ricominciare tutto da capo. La mamma è sposata per la prima volta ed è difficile per una figlia egoista venire a patti con questo.